# Садков, Виктор Георгиевич
Ви́ктор Гео́ргиевич Садко́в (6 сентября 1948, Ключи, Хабаровский край — 5 ноября 2020, Звенигород, Московская область) — советский и российский экономист, профессор, доктор экономических наук, заслуженный работник высшей школы РФ, лауреат премии Президента РФ в области образования (2005), лауреат премии Ленинского комсомола в области науки и техники (1979).

## Научная и преподавательская деятельность

### Учёба
1966—1972 гг. Учёба на факультете управления и организации производства Томского политехнического института

### НИИ автоматики при Томском институте автоматизированных систем управления и радиоэлектроники
1972—1984 гг. Научно-внедренческая работа по разработке региональных автоматизированных систем управления.
С 1972 по 1984 гг. работал в НИИ автоматики при Томском институте автоматизированных систем управления и радиоэлектроники: инженером, заведующим сектором, заведующим лабораторией, заведующим научно-исследовательским отделом. Окончил аспирантуру и защитил диссертацию на соискание ученой степени кандидата экономических наук по специальности 05.13.10 — «Управление в социальных и экономических системах» во Всесоюзном НИИ системного анализа АН СССР.
Основные направления научной деятельности в этот период управление региональными социально-экономическими системами с использованием программно-целевого и экономико-математических методов, средств обработки информации.
В 1980—1985 гг. В. Г. Садков выполнял обязанности научного руководителя и главного конструктора региональной автоматизированной системы плановых расчетов (АСПР).
Научные коллективы под руководством Садкова В. Г. выполняли комплекс теоретических и прикладных исследований, завершившиеся созданием научно-методических основ комплексного развития регионов с использованием программно-целевого и экономико-математических методов, встроенных в программные комплексы автоматизированной системы плановых расчетов и моделирования.
Исследования выполнялись в рамках программы создания в Томской области территориальной автоматизированной системы управления как нижнего звена ОГАС. Разработка автоматизированной системы плановых расчетов области проводилась в соответствии с Постановлением Госплана РСФСР № 8-СП, № 12-СП «Об организации работ по завершению в 11-й пятилетке внедрения автоматизированной системы плановых расчетов и дальнейшем её развитии». Задания по разработке АСПР были включены в координационный план стран-членов СЭВ по проблеме «разработка автоматизированной системы планирования народного хозяйства города». Одновременно, исследования выполнялись в рамках целевой программы Минвуза России «Социальный прогресс Сибири».
В. Г. Садковым предложена и защищена концепция единой системы управления комплексным развитием регионов с использованием программно-целевого и экономико-математических методов в условиях автоматизированной системы плановых расчетов.
По результатам работ на этом этапе В. Г. Садковым опубликовано около 70 научных работ, в том числе пять основных монографий:
1.	Программно-целевой метод в автоматизированной системе плановых расчетов, административной области. — Томск: Изд-во Томского университета, 1986.
2.	Программно-целевой метод в планировании. М.: Наука, 1982 (Глава 8 — автора).
3.	Абоненты вычислительных центров коллективного пользования (Под общей редакцией Ф. И. Перегудова) — М.: Финансы и статистика, 1984 (Глава 3 — автора).
В 1979 В. Г. Садков в составе коллектива ученых из различных научных организаций СССР был удостоен звания лауреата Премии Ленинского комсомола в области науки и техники. «Лабренец, Борис Владимирович, Новиков, Евгений Дмитриевич, мл. н. с., Наумов, Евгений Артурович, Попов, Игорь Геннадьевич, Фонотов, Андрей Георгиевич, ст. н. с. ЦЭМИАН; Гюрджян, Ара Смбатович, зав. сектором ВЦ Госплана Армянской ССР; Садков, Виктор Георгиевич, зав. лабораторией НИИАЭМ при Томском институте АСУ и радиоэлектроники; Тамбовцев, Виталий Леонидович, доцент МГУ имени М. В. Ломоносова, — за цикл исследований по программно-целевому методу в планировании экономического, научно-технического и социального развития (вопросы теории, методологии и практического использования»

### Томский государственный университет
1984—1994 гг. Научно-внедренческая, учебная и консалтинговая работа в Томском государственном университете заведующим лабораторией, профессором и заведующим кафедрой регионального управления и статистики, Администрации Томской области, в Высшем экономическом совете Российской Федерации.
В 1989 г. защитил диссертацию на соискание ученой степени доктора экономических наук в ЦЭНИИ Госплана РСФСР. В 1991 г. присвоено ученое звание профессора.
Основные научные работы посвящены теоретическим и прикладным проблемам социально-экономического развития регионов и муниципальных образований, разработке региональных автоматизированных систем плановых расчетов, разработке теоретико-методических моделей управления общественным развитием на общенациональном и региональном уровнях, использованию социологических методов в развитии административно-территориальных единиц.
Среди важнейших научных работ В. Г. Садкова, посвященных проблемам и перспективам общественного развития, можно выделить работы: «Общество, в котором мы живем (догмы, реалии, концепция нормативной модели)» — Томск, изд-во ТГУ, 1994; «Эксплуатация в современном обществе», «Социалистический труд», 1991, № 8; «Комплексное развитие административных образований в условиях регионального хозрасчета и совершенствование региональной статистики» — Томск, 1992; «Концепция единой межотраслевой системы оплаты и мотивации труда на основе нормативных потребительских бюджетов», Томск, изд-во ТГУ, 1990; ряд других работ.
В. Г. Садковым предложена и в значительной степени реализована концепция единой системы управления комплексным развитием регионов с использованием программно-целевого, социологических и экономико-математических методов, в условиях функционирования автоматизированной системы плановых расчетов и моделирования. Научные работы выполнялись и выполняются в рамках общесоюзных, федеральных и региональных программ (в том числе в рамках программы «Социальных прогресс Сибири», «Народы России: возрождение и развитие»).
В этот период В. Г. Садков, являясь советником Главы Администрации Томской области, обеспечивал научно-методическое руководство формированием региональных целевых программ социально-экономического развития в Томской области, под его руководством разрабатывались комплексные планы социально-экономического развития административных регионов и городов.
Научными коллективами под руководством В. Г. Садкова были подготовлены Концепции социально-экономического развития Томской области, Красноярского края, Камчатской области на этапе становления рыночных отношений. Принципы и положения, заложенные в эти документы, впоследствии нашли свое подтверждение на практике и были отражены в принятых в регионах нормативно-правовых документах.
В Высшем экономическом совете Российской Федерации В. Г. Садков выполнял экспертизы ряда важнейших законопроектов и принимал непосредственное участие в подготовке некоторых из них.

### Орловский государственный технический университет
1994—2004 гг. Научно-внедренческая, учебная и консалтинговая работа в Орловском государственном техническом университете, Администрации Орловской области, Орловской Академии государственной службы, Государственной Думе Российской Федерации.
В этот период В. Г. Садковым на кафедре «Государственное управление и финансы» Орловского государственного технического университета основанной им, выполнялись работы по теоретико-методическим основам формирования региональных целевых программ стратегического развития и структурной перестройки экономики, по моделированию потребительских бюджетов, по созданию региональных систем мониторинга научно-технического потенциала регионов, по стимулированию формирования региональных финансово-промышленных групп и обоснованию структуры региональных банковских систем.
Тематика госбюджетных и хоздоговорных НИР, выполняемых В. Г. Садковым в этот период в частности включает:
1)	«Разработка информационной системы „Мониторинг научно-технического потенциала региона“;
2)	„Концепция и экономико-правовые механизмы устойчивого эколого-социального развития“ (грант Министерства общего и профессионального образования)»;
3)	"Разработка методических основ структурной перестройки экономики регионов на основе мониторинга НТП (программа «Черноземье»);
4)	«Разработка образовательных программ по теоретическим основам структурной перестройки экономики регионов Российской Федерации и развитию региональных банковских систем»;
5)	«Экономико-математическое моделирование механизма перехода к рыночной экономике и его функционирование».
В. Г. Садков читает курсы лекций по дисциплинам «Государственное регулирование экономики», «Стратегическое планирование», «Экономика природопользования», «Регионоведение», «Государственные и региональные АСУ».
С 2000 по 2010 гг. являлся директором института бизнеса и права Орловского государственного технического университета, а после выхода на пенсию руководителем научной экономической школы университета.
В. Г. Садков вел активную общественную деятельность по вопросам социально-экономического развития Орловской области в составе различных общественных организаций: Экспертный совет по вопросам конкуренции при Орловском УФАС России (председатель, 2015—2018 г.); Общественный совет при Территориальном органе Федеральной службы государственной статистики по Орловской области (член совета, 2015—2018 г.); Совет по общественной экспертизе «Стандарта деятельности органов власти Орловской области по обеспечению благоприятного инвестиционного климата» (член совета, 2014—2018, Благодарность Губернатора Орловской области, 2016). С момента основания в 2003 году и до его закрытия (более 15 лет) руководил редакционной коллегией одного из первых в России официально зарегистрированных электронных (сетевых) научных журналов «Управление общественными и экономическими системами».
Садков В. Г. является автором, более чем, 200 научных работ, опубликованных в ведущих научных журналах России. Авторская страница Садкова В. Г. в РИНЦ